# Jona Pur
Jona Pur là một thị trấn thống kê (census town) của quận South thuộc bang Delhi, Ấn Độ.

## Nhân khẩu
Theo điều tra dân số năm 2001 của Ấn Độ, Jona Pur có dân số 7419 người. Phái nam chiếm 57% tổng số dân và phái nữ chiếm 43%. Jona Pur có tỷ lệ 62% biết đọc biết viết, cao hơn tỷ lệ trung bình toàn quốc là 59,5%: tỷ lệ cho phái nam là 70%, và tỷ lệ cho phái nữ là 51%. Tại Jona Pur, 16% dân số nhỏ hơn 6 tuổi.